# Jean Peters
Jean Peters, all'anagrafe Elizabeth Jean Peters (Canton, 15 ottobre 1926 – Carlsbad, 13 ottobre 2000), è stata un'attrice statunitense.

## Biografia
Nata in Ohio, crebbe in una famiglia di agricoltori. All'età di soli 10 anni perse suo padre quando sua sorella minore, Shirley, era appena in fasce; la madre, per sbarcare il lunario, aprì un campeggio nella loro fattoria. Studiò prima all'Università del Michigan e poi all'Università statale dell'Ohio. Mentre era studentessa in quest'ultimo istituto, un suo amico inviò una sua foto per il concorso di bellezza di Miss Ohio University che le permise di vincere un provino presso la Twentieth Century Fox grazie al quale fu lanciata nel mondo del cinema.

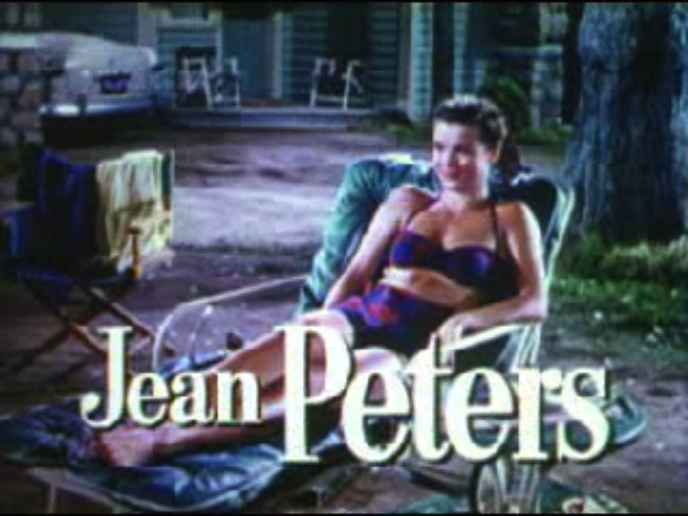
Jean Peters nel film Niagara (1953)

Accompagnata da sua madre a Hollywood, la ventenne Peters riuscì ad ottenere un contratto settennale con la major cinematografica, facendo il suo esordio nella pellicola d'avventura Il capitano di Castiglia (1947), al fianco di Tyrone Power. Il suo personaggio di amante spagnola focosa e ribelle fu un successo così clamoroso che segnò per diverso tempo la sua futura carriera, quando la Fox cercò di scritturarla per parti di donne ribelli e sensuali. Tuttavia, il lancio quale nuovo sex-symbol hollywoodiano poco si accordava con la religiosità dell'attrice, vicina al metodismo della sua terra di origine. Il suo senso di moralità fu così rigido da indurla a rifiutare il ruolo di protagonista femminile in Cielo giallo (1948), al fianco di Gregory Peck, ruolo che considerò troppo audace, e che venne rilevato da Anne Baxter.
La Peters non sembrò prendere troppo sul serio la sua carriera cinematografica. Non le piaceva la folla e, secondo quanto raccontato da attori suoi colleghi alla Fox come Jeanne Crain, la Peters era "tutt'altro che una ragazza mondana". Alcuni aneddoti narrano come cercasse sistematicamente di evitare le grandi star e che preferisse mangiare in compagnia delle troupe di ripresa. L'attore Audie Murphy affermò comunque di avere avuto una relazione con lei nel 1946.
Repubblicana, la Peters sostenne la campagna di Dwight D. Eisenhower durante le elezioni presidenziali del 1952.. Nel 1953 venne preferita a Marilyn Monroe dal regista Samuel Fuller per il ruolo di protagonista femminile in Mano pericolosa (1953). Il regista la scelse poiché sosteneva che il suo sex-appeal più navigato e malizioso si addicesse meglio al personaggio da interpretare rispetto alla Monroe, considerata troppo ingenua. Nello stesso anno recitò comunque al fianco della Monroe in Niagara, per il quale fu chiamata a prendere il posto di Anne Baxter.
Sempre nel 1953, mentre si trovava a Roma per le riprese della commedia Tre soldi nella fontana (1954) di Jean Negulesco, conobbe Stuart Kramer III, petroliere texano e presunto informatore della CIA, che sposò il 29 maggio 1954 e dal quale si separò dopo appena 33 giorni di matrimonio. Nel 1955 recitò nel suo ultimo film, A Man Called Peter, per poi ritirarsi dalle scene cinematografiche. Ritornò a recitare sporadicamente dal 1973 in televisione. La sua ultima apparizione sul piccolo schermo risale al 1988 in un episodio de La signora in giallo.

## Il rapporto con Howard Hughes
Sul suo legame con il grande produttore e regista Howard Hughes, di cui molto si è scritto e si è parlato, la stessa Peters non volle mai rivelare nulla. Diverse fonti affermano che i due si conobbero per la prima volta a un party privato in occasione della festa del 4 luglio 1946. La loro relazione fu fin dall'inizio tormentata, e l'attrice cercò in ogni modo di evitare ogni forma di pubblicità. Subito dopo il fallito matrimonio con Stuart Kramer III, la Peters accettò la proposta di matrimonio di Hughes, che sposò nel gennaio del 1957. L'unione, che durò sino al 1971, sancì di fatto la fine della carriera cinematografica della Peters, la quale, secondo i desideri di Hughes, smise non solo di recitare ma abbandonò il mondo hollywoodiano, e persino le sue amicizie nate sul set, in favore di una vita blindata nel mondo privato di Hughes. Per un certo periodo i due vissero in California, ma le manie e la gelosia di Hughes costrinsero la Peters a trasferirsi altrove, a Bel Air.
Nel 1971, Peters e Hughes divorziarono.  Lui accettò il pagamento a vita per gli alimenti di 70000 $ (441900 $ oggi), corretti per l'inflazione, e lei  rinunciò a tutte le richieste di risarcimento alla proprietà di Hughes. Dichiarò che sperava di evitare di essere conosciuta come "Mrs. Howard Hughes" per il resto della sua vita, pur sapendo che sarebbe stato difficile. "Sono una realista. So qual è il punteggio e so chi è la superstar".
Nello stesso anno la Peters sposò Stan Hough, un dirigente della 20th Century Fox. Il matrimonio durò fino alla morte di Hough nel 1990.
Morì di leucemia nel 2000, all'età di 73 anni.

## Filmografia

### Cinema
- Il capitano di Castiglia (Captain from Castile), regia di Henry King (1947)
- Il figlio della tempesta (Deep Waters), regia di Henry King (1948)
- Quando torna primavera (It Happens Every Spring), regia di Lloyd Bacon (1949)
- Sei canaglia ma ti amo (Love That Brute), regia di Alexander Hall (1950)
- La regina dei pirati (Anne of the Indies), regia di Jacques Tourneur (1951)
- L'affascinante bugiardo (As Young as You Feel), regia di Harmon Jones (1951)
- Take Care of My Little Girl, regia di Jean Negulesco (1951)
- Viva Zapata! (Viva Zapata!), regia di Elia Kazan (1952)
- Wait Till the Sun Shines, Nellie, regia di Henry King (1952)
- Prigionieri della palude (Lure of the Wilderness ), regia di Jean Negulesco (1952)
- La giostra umana (O. Henry's Full House), regia di Howard Hawks (1952)
- Niagara, regia di Henry Hathaway (1953)
- Hanno ucciso Vicki (Vicki), regia di Harry Horner (1953)
- Assassinio premeditato (A Blueprint for Murder), regia di Andrew L. Stone (1953)
- Mano pericolosa (Pickup on South Street), regia di Samuel Fuller (1953)
- Tre soldi nella fontana (Three Coins in the Fountain), regia di Jean Negulesco (1954)
- L'ultimo Apache (Apache), regia di Robert Aldrich (1954)
- La lancia che uccide (Broken Lance), regia di Edward Dmytryk (1954)
- A Man Called Peter, regia di Henry Koster (1955)

### Televisione
- Pietro e Paolo (Peter and Paul), regia di Robert Day - miniserie TV (1981)
- La signora in giallo (Murder, She Wrote) - serie TV, episodio 5x06 (1988)

## Doppiatrici italiane
- Lydia Simoneschi in Assassinio premeditato, La lancia che uccide, Mano pericolosa, Niagara, Prigionieri della palude, Tre soldi nella fontana, La regina dei pirati, Hanno ucciso Vicki e nel doppiaggio originale di Viva Zapata!
- Dhia Cristiani in Il capitano di Castiglia, L'ultimo Apache
- Miranda Bonansea in Quando torna primavera
- Rosetta Calavetta in Sei canaglia ma ti amo
- Andreina Pagnani in La giostra umana
- Fiorella Betti nel ridoppiaggio di Viva Zapata!
- Marzia Ubaldi in La signora in giallo